# Глинковский сельсовет
Глинковский сельсовет (белор. Глінкаўскі сельсавет) — административная единица на территории Столинского района Брестской области Беларуси. Административный центр — агрогородок Глинка.

## История
Образован в 1940 г.

## Состав
Глинковский сельсовет включает 5 населённых пунктов:
- Глинка — агрогородок
- Зубково — деревня
- Лука — деревня
- Столинский — хутор
- Первомайск — деревня